# Slave Trade Act of 1800
Slave Trade Act of 1800 var en amerikansk lag som antogs av USA:s kongress år 1800 och som syftade till att begränsa den amerikanska inblandningen i slavhandeln. Dock dröjde det ända till 1865 innan det blev helt förbjudet att äga och handla med slavar i USA.